# كأس القارات لكرة السلة 2015
كأس القارات لكرة السلة 2015 هو الموسم 24 من كأس القارات لكرة السلة. أشرف على تنظيمه الاتحاد الدولي لكرة السلة، وفاز فيه ريال مدريد لكرة السلة.